# تاکتیکس (بازی)

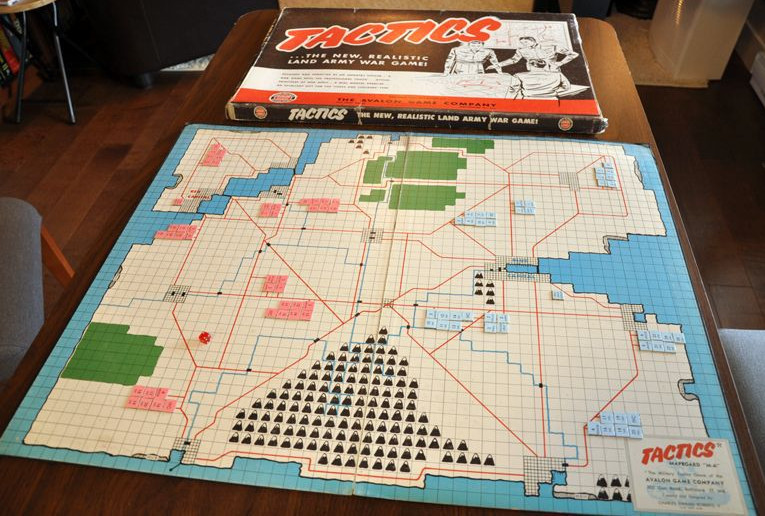
بازی تاکتیکس

تاکتیکس یا راهبردها (به انگلیسی: Tactics) یک بازی جنگی تخته‌ای است که در سال ۱۹۵۴ منتشر شد. اگرچه بر اساس استانداردهای امروزی، این بازی در سطحی بدوی و اولیه محسوب می‌شود اما تولید و انتشار این بازی سبب تولد بازی‌های بیش‌تری در زمینه بازی‌های از نوع بازی‌جنگ شد. عموماً از این بازی با عنوان اولین بازی‌جنگ موفق تجاری‌شده یاد می‌شود.